# 丸尾みゆき
丸尾 みゆき（まるお みゆき、1986年8月22日 - ）は、兵庫県出身の女優、タレント。イエローキャブNEXTに所属していた。

## 来歴
- 2006年、短大在学時に第39回2007年度ミス日本関西代表に選ばれる。
- 2010年春、所属事務所移籍（イエローキャブ→イエローキャブNEXT）。

## 人物
- 特技はバスケット（インターハイ出場経験あり）、書道。
- 姉は2006年度準ミス日本でモデルの丸尾歩（丸尾あゆみ）。
- 姉妹で2007年度ウイダーガールを務める。

## 出演

### テレビ番組
- アイドル“独断と偏見”情報局 #68（2009年5月、エンタ!371）
- ファ見る!（2009年5・6月、ファミリー劇場）
- サカスさん（2009年7月22・29日、TBS） - 名倉潤プロデュース アイドルオーディション
- 横浜F・マリノス TVスペシャル（2009年8月8日、BS11デジタル）
- BSブランチ（2009年10月 - 2010年10月、BS-TBS） - BSブランチガール8期生
- 『ぷっ』すま（2009年11月3日、テレビ朝日） - ギリギリ40
- 人気芸人と豪華女優がショート再現コント連発!キレてもいいですか?（2010年1月16日、日本テレビ） - 再現VTR出演
- お笑いワイドショー マルコポロリ!（2010年2月7日、関西テレビ）
- BOOMER（2010年4月23日 - 、J SPORTS） - レギュラー
- 女神のやる気!（2010年6月 - 9月、チバテレビ） - 三女ミユキ 役
- 3夜連続企画!NBAスペシャル2011 〜NBA断固バスケ主義〜（2011年1月28日 - 31日、J SPORTS）
- 遊限会社 女神屋（2011年1月 - 、チバテレビ） - みゆき部長
- マジックチャンネル（2012年4月 - 6月、日本BS放送）

### ラジオ
- まだまだゴチャ・まぜっ!〜集まれヤンヤン〜（2009年4月 - 2010年4月、MBSラジオ） - レギュラー
- 丸尾みゆきのラジカントロプス2.0（2009年5月22日、アール・エフ・ラジオ日本）

### 映画
- 聖家族〜大和路（2010年、カエルカフェ） - 山下美代 役
- ハードライフ〜紫の青春・恋と喧嘩と特攻服〜（2011年、マジカル） - みゆき 役[1]

### テレビドラマ
- 華麗なるスパイ 第1 - 6話（2009年、日本テレビ） - 秘密諜報部の美女 役
- こちら宇宙郵便局第三集配エリア営業所（2013年、NHK総合） - 日南 役

### オリジナルビデオ
- ほんとうにあった怖い話 第十五夜（2009年9月4日、パル企画） - 大塚美穂 役

### ネットドラマ
- 美人坂（2010年7月2日 - 8月6日、JNC） - ミユキ役
- もしも、あなたと…（2010年10月 - 11月、恋愛♂妄想TV） - 美智子 役

### 舞台
- 高麗犬おるん -花モ嵐モ-（2009年9月12・13日 りゅーとぴあ スタジオB、25 - 28日 サンモールスタジオ） - ふえ役
- 100LIFE（ワンハンドレッドライフ）（2010年4月23-25日、前進座劇場） - 鮫島女医 役
- 花咲ける青少年〜The Budding Beauty〜（2010年9月29日 - 10月6日、草月ホール） - リーズ 役
- 吐息雪色（2012年12月19日 - 12月24日、中野ザ・ポケット）

### CM
- 小林製薬 噛むブレスケア 「3人」篇（2009年12月）
- 梅の花（2010年1月） - ドラマ「ワンス・アポン・ア・タイム・イン・東京」コラボCM
- 小林製薬 サラサーティコットン100 2枚重ねのめくれるシート 「2回使える」篇（2010年3月）

### Web
- 東京スター銀行 ショートムービー「ローンダイエット大作戦」（2009年8月 - 2010年3月） - TINA 役
- 日本音楽事業者協会「HIT IT!〜JAPANESE COOL TALENTS〜」（2009年11月 - 2010年3月） - ナビゲーター